# Daniel Smith (Footballspieler)
Daniel Smith (* 27. April 1998 in Leesburg, Virginia) ist ein ehemaliger US-amerikanischer American-Football-Spieler auf der Position des Quarterbacks.

## Werdegang
Tuscarora High School Huskies
Smith spielte an der Middle School neben Football auch Basketball und Baseball. Anschließend besuchte er die Tuscarora High School, an der er für die Huskies nur noch im Football und Basketball aktiv war. Smith trug als Quarterback dazu bei, die Huskies in seiner Junior- und Senior-Saison zu einer Siegesbilanz von 28:2 zu führen. Dazu gehörten zwei ungeschlagene reguläre Saisons, ein regionaler Meistertitel sowie der Einzug in das Finale der VHSL-5A-Staatsmeisterschaft im Jahr 2014. Im Jahr 2015 wurde Smith zum Offensivspieler des Jahres seiner Region und Conference sowie zum VHSL 5A State Quarterback des Jahres gewählt. Hinzu kamen einige Berufungen in die All-Star-Mannschaften der Conference, Region und des Staates. Smith brach bei den Huskies die Schulrekorde für Passing Yards in einem Spiel, in einer Saison und in der Karriere sowie für Passing Touchdowns in einer Saison und in der Karriere.
Campbell University Fighting Camels
2016 verpflichtete sich Smith für die Campbell University aus Buies Creek, North Carolina. Sein erstes Jahr bei den Fighting Camels setzte er als Redshirt aus, dennoch erhielt er ab seinem zweiten Jahr ein volles Stipendium. Nach der Saison 2017 gehörte er zu den Finalisten für den Jerry Rice Award und wurde zudem in das erste Freshman All-America berufen. Im August 2018 wurde er auf die Beobachtungsliste für den Walter Payton Award, der jährlich an den herausragendsten Offensivspieler der NCAA Division I Football Championship Subdivision verliehen wird, gesetzt. Smith erhielt nach der Saison 2018 vom Sportmagazin Phil Steele eine Berufung in das zweite All-Big South Conference Team. Smith brach an der Campbell University, die erst 2008 wieder ein Football-Team stellt, einige Schulrekorde, darunter jene für Total Offense Yards (5.411), Rushing Touchdowns (25), Passing Yards (3.471) und Passing Touchdowns (31).
Villanova University Wildcats
Zur Saison 2019 wechselte Smith als Graduate Transfer an die Villanova University, an der er den Wildcats sofort als Starter diente. Mit 35 Passing Touchdowns, zwölf Rushing Touchdowns und einer Touchdown-Reception verantwortete er die meisten Punkte in der gesamten FCS. Daraufhin wurde er in das dritte Conference-Team berufen sowie auf den neunten Platz des Walter Payton Awards gewählt. Im Vorfeld der Saison 2020 wurde Smith in das FCS Preseason All-America Team aufgenommen. Smith führte die Wildcats 2021 zum Conference-Titel. Er erhielt anschließend erneut eine Berufung in das dritte All-Conference Team. Smith schloss seine College-Karriere bei den Wildcats mit 6.529 Passing Yards für 63 Touchdowns bei 22 Interceptions sowie mit 868 Rushing Yards für 21 Touchdowns in 30 Spielen ab.
Im Mai 2022 nahm Smith an einem Rookie Minicamp der New York Jets teil.

### Deutschland
Seine professionelle Karriere startete er im Sommer 2022, als er zur Mitte der GFL-Saison von den Saarland Hurricanes um Head Coach Christos Lambropoulos verpflichtet wurde. In sechs Spielen brachte er 63,8 % seiner Pässe für 1.420 Yards und 17 Touchdowns bei sechs Interceptions an. Zudem erlief er in 53 Versuchen 388 Yards Raumgewinn und fünf Touchdowns. Mit den Hurricanes belegte er den fünften Rang in der GFL Süd und verpasste die Playoffs.
Für die Saison 2023 unterschrieb Smith einen Vertrag bei den Cologne Centurions in der European League of Football (ELF). Damit folgte er Christos Lambropoulos, der in der Offseason als Offensive Coordinator ebenfalls zu den Centurions gewechselt war. Ende April 2023 erklärte Smith aber kurzfristig seinen Rücktritt aus dem aktiven Sport, nachdem er ein attraktives berufliches Angebot erhalten hatte.

## Statistiken
| Jahr                                    | Team                 | Spiele | Passspiel | Passspiel | Passspiel | Passspiel | Passspiel | Passspiel | Passspiel | Passspiel | Laufspiel | Laufspiel | Laufspiel | Laufspiel |
| Jahr                                    | Team                 | Spiele | Cmp       | Att       | Qte       | Yds       | Avg       | TD        | Int       | Eff       | Att       | Yds       | Avg       | TD        |
| --------------------------------------- | -------------------- | ------ | --------- | --------- | --------- | --------- | --------- | --------- | --------- | --------- | --------- | --------- | --------- | --------- |
| College Division I FCS                  |                      |        |           |           |           |           |           |           |           |           |           |           |           |           |
| 2017                                    | Campbell University  | 10     | 136       | 0255      | 53,3 %    | 01889     | 13,9      | 18        | 07        | 133.4     | 139       | 1269      | 9,1       | 12        |
| 2018                                    | Campbell University  | 10     | 126       | 0214      | 58,9 %    | 01582     | 12,6      | 13        | 03        | 138.2     | 101       | 0668      | 6,6       | 13        |
| 2019                                    | Villanova University | 13     | 236       | 0396      | 59,6 %    | 03274     | 13,9      | 35        | 10        | 153.2     | 084       | 0457      | 5,4       | 12        |
| 2020                                    | Villanova University | 04     | 057       | 0116      | 49,1 %    | 00688     | 12,1      | 04        | 02        | 106.9     | 024       | 0141      | 5,9       | 01        |
| 2021                                    | Villanova University | 13     | 184       | 0332      | 55,4 %    | 02567     | 14,0      | 24        | 10        | 138.2     | 074       | 0270      | 3,7       | 08        |
| NCAA FCS Gesamt                         | NCAA FCS Gesamt      | 50     | 739       | 1313      | 56,3 %    | 10000     | 13,5      | 94        | 32        | 139.0     | 422       | 2805      | 6,7       | 46        |
| German Football League                  |                      |        |           |           |           |           |           |           |           |           |           |           |           |           |
| 2022                                    | Saarland Hurricanes  | 06     | 104       | 0163      | 63,8 %    | 1420      | 13,7      | 17        | 06        | 164.0     | 053       | 0388      | 7,3       | 05        |
| GFL Gesamt                              | GFL Gesamt           | 06     | 104       | 0163      | 63,8 %    | 1420      | 13,7      | 17        | 06        | 164.0     | 053       | 0388      | 7,3       | 05        |
| Quellen: stats.ncaa.org, stats.gfl.info |                      |        |           |           |           |           |           |           |           |           |           |           |           |           |

## Privates
Smith hat einen älteren Bruder, der am College Baseball spielte, und eine ältere Schwester, die am College in Lacrosse aktiv war. Er wurde im Laufe seiner College-Karriere mehrfach für seine akademischen Leistungen ausgezeichnet.